# Schloss Freisaal
Schloss Freisaal är ett slott i Österrike.   Det ligger i distriktet Salzburg Stadt och förbundslandet Salzburg, i den centrala delen av landet, 250 km väster om huvudstaden Wien. Schloss Freisaal ligger 423 meter över havet.
Terrängen runt Schloss Freisaal är varierad. Runt Schloss Freisaal är det ganska tätbefolkat, med 83 invånare per kvadratkilometer.. Närmaste större samhälle är Salzburg, 1,7 km nordväst om Schloss Freisaal. 
I omgivningarna runt Schloss Freisaal växer i huvudsak blandskog.